# Antoni Comallonge
Antoni Comallonge fou un revoltós i radical català de començaments del segle xx. Era militant del Partit Republicà Radical, força conegut pel seu anticlericalisme i perquè cada diumenge hissava al capdamunt de casa seva la bandera de la Primera República Espanyola.
Durant els fets de la Setmana Tràgica de Barcelona de 1909 participà activament en la crema de convents. El dia 27 de juliol va dirigir la crema del convent de les esclaves del Sagrat Cor al Poble Sec, i no content, en acabar va fer una gran foguera on va cremar tot el que hi havien trobat, incloses gallines i cabres.